# Paint It, Black
«Paint It, Black» —en español: «Píntalo de negro»— es una canción de rock compuesta por Mick Jagger y Keith Richards para su banda The Rolling Stones, editada como sencillo e incluida en la versión estadounidense del álbum Aftermath en 1966.
Alcanzó el número uno tanto en el Billboard Hot 100 como en el UK Singles Chart. La canción se convirtió en el tercer número uno de los Rolling Stones en Estados Unidos y sexto en el Reino Unido. Desde su lanzamiento inicial, la canción mantiene su influencia como el primer hit número uno que presenta sitar, sobre todo en el Reino Unido, donde ha sido versionado en numerosas ocasiones, incluido en álbumes recopilatorios y en películas.
En 2004, se ubicó en el puesto 174 de la Lista de Rolling Stone de las 500 mejores canciones de todos los tiempos.

## Inspiración y composición
La letra de la canción busca describir la desolación y la depresión a través del uso de metáforas basadas en los colores. Inicialmente, «Paint It Black» fue escrita con una estructura pop estándar, comparada humorísticamente por Mick Jagger con las "Canciones de bodas judías". La canción establece la escena de una persona triste en un funeral, similar en términos de un número de blues o folk. A menudo se afirma que Jagger se inspiró en el libro del novelista irlandés James Joyce de 1922 Ulises, tomando el extracto, "I have to turn my head until my darkness goes" ("Tengo que girar la cabeza hasta que mi oscuridad se vaya"), refiriéndose al tema de la novela de una visión mundial de desesperación y desolación.
La canción en sí llegó a buen término cuando el multiinstrumentista de la banda, Brian Jones, se interesó por la música marroquí. Fue su primera canción que contó con un sitar instrumental. La experimentación con el sonido funcionó tan bien que la canción fue un éxito. «Paint It Black» llegó en un período crucial en la historia de The Rolling Stones, una época en que la colaboración entre Mick Jagger y Keith Richards se consolidó como el principal motor creativo de la banda. Esto es evidente en las sesiones del álbum Aftermath, donde, por primera vez, el dúo escribió la lista de temas completa.
Por su parte, Brian Jones, ensombrecido por Jagger y Richards, se aburría de las melodías de guitarra convencionales, y trataba de escribir nuevas canciones. Para aliviar el aburrimiento, Jones exploró los instrumentos orientales, más específicamente el sitar, para reforzar la textura musical y la complejidad del grupo. Tenía conexión con el sitar ya desde 1961, y habló extensamente sobre los tecnicismos de tocar el instrumento. Como multiinstrumentista natural, pudo desarrollar la melodía del sitar en poco tiempo, principalmente debido a sus estudios con el discípulo de Ravi Shankar, Harihar Rao. No mucho después de una charla con George Harrison, que recientemente había grabado el sitar en «Norwegian Wood», Jones arregló melodías básicas con el instrumento que, con el tiempo, se transformó en lo que aparece en «Paint It Black».

## Grabación
La versión definitiva de «Paint It Black» fue grabada el 8 de marzo de 1966, en RCA Studios en Los Ángeles, con el productor discográfico Andrew Loog Oldham presente a lo largo del proceso. Gran parte de los arreglos tempranos y los tonos fueron modelados después para la canción de The Animals «The House of the Rising Sun», pero los Stones estaban insatisfechos con la canción, y consideraron desecharla. Sin embargo, Bill Wyman buscaba un sonido de bajo más pesado, mientras tocaba su parte en las rodillas. Wyman hizo el clic en el grupo, inspirando la melodía pentatónica de ritmo oriental. Finalmente, el sitar fue traído a la mezcla cuando Harihar Rao pasó caminando por el estudio con el instrumento en la mano.
El sitar se presentó en el riff, que es considerado como el más logrado de Jones, y como el establecimiento del ritmo a lo largo de la canción. Paul Trynka expresa en su libro Brian Jones: The Making of the Rolling Stones que ha notado la influencia de la interpretación de sitar de Harrison y, en particular, de la canción de The Beatles «Norwegian Wood» del álbum Rubber Soul, y dibuja paralelos en «Paint It Black», más notablemente en la melodía tartamudeante del sitar de Jones. Jones negó categóricamente cualquier conexión, diciendo que era "una basura total", cuando se le insinuaba que estaba imitando a los Beatles. Sin embargo, los arreglos de sitar de Jones comenzaron a influenciar en el desarrollo del subgénero de la música psicodélica.
Junto con este llamativo motivo instrumental, se complementa el zumbido de Jagger, y una ligera vocalización nasal. Además, «Paint It Black» destaca por el bajo pesado de Wyman, la batería de Charlie Watts y la guitarra eléctrica de Richards.

## Lanzamiento y legado
«Paint It Black» fue lanzada en Estados Unidos el 7 de mayo de 1966, alcanzando el número uno en el Billboard Hot 100, posición en la que se mantuvo por 11 semanas. En el Reino Unido, la canción fue lanzada el 13 de mayo de 1966, y también se convirtió en número uno en el UK Singles Chart, manteniéndose a lo largo de 10 semanas.
Fue lanzada originalmente como «Paint It, Black», la coma siendo un error de Decca Records. Sin embargo, suscitó controversia entre los fanes sobre su interpretación racial. Después de nuevas reediciones en el Reino Unido en 1990 y 2007, «Paint It Black» trepó a los puestos 61 y 70, respectivamente.
La canción aparece en numerosos discos recopilatorios, incluyendo: Hot Rocks 1964-1971 (1971), Singles Collection: The London Years (1989),Forty Licks (2002), y GRRR! (2012). Grabaciones en vivo del tema fueron incluidas en los discos en directo Flashpoint (1991), Live Licks (2004), Shine a Light (2008), y Sweet Summer Sun: Hyde Park Live (2013).

## En directo
La canción se tocó en las giras de 1966 y 1967. Pasaron 23 años hasta que fue incluida de nuevo en una gira, la Steel Wheels/Urban Jungle Tour de 1989-90. Volvería 9 años después en la segunda parte del Bridges to Babylon Tour en 1998, y en el No Security Tour de 1999.
Ya en el nuevo siglo, apareció de forma intermitente en el Licks Tour, en 2003, y desde el A Bigger Bang Tour de 2005-07 no falta en ninguna gira de los Stones.

## Personal
- Mick Jagger: voz principal, armonía vocal
- Keith Richards: guitarra eléctrica, armonía vocal
- Brian Jones: guitarra acústica, sitar
- Bill Wyman: bajo, órgano Hammond, maracas, cencerro
- Charlie Watts: batería, pandereta, castañuelas
- Jack Nitzsche: piano

## Posicionamiento en listas

### Sencillo en las listas semanales
| Lista (1966)                          | Mejor posición |
| ------------------------------------- | -------------- |
| Alemania (Offizielle Deutsche Charts) | 2              |
| Australia (Kent Music Report)         | 1              |
| Austria (Ö3 Austria Top 40)           | 2              |
| Bélgica (Flandes) (Ultratop 50)       | 3              |
| Canadá (RPM Chart)                    | 1              |
| Estados Unidos (Billboard Hot 100)    | 1              |
| Finlandia (Finnish Singles Chart)     | 2              |
| Francia (SNEP)                        | 8              |
| Irlanda (Irish Singles Chart)         | 2              |
| Italia (FIMI)                         | 4              |
| Noruega (VG-lista)                    | 2              |
| Países Bajos (Dutch Top 40)           | 1              |
| Reino Unido (UK Singles Chart)        | 1              |

| Lista (1990)                       | Mejor posición |
| ---------------------------------- | -------------- |
| Bélgica (Flandes) (Ultratop 50)    | 11             |
| Países Bajos (Mega Single Top 100) | 1              |
| Reino Unido (UK Singles Chart)     | 61             |
| Lista (2007)                       | Mejor posición |
| Alemania (Media Control AG)        | 49             |
| Lista (2012)                       | Mejor posición |
| Francia (SNEP)                     | 127            |

### Sencillo en las listas de fin de año
| Lista (1966)                       | Mejor posición |
| ---------------------------------- | -------------- |
| Estados Unidos (Billboard Hot 100) | 11             |
| Estados Unidos (Billboard Hot 100) | 21             |

## Certificaciones
| País              | Certificación | Ventas certificadas |
| ----------------- | ------------- | ------------------- |
| Reino Unido (BPI) | Oro           | 400 000^            |
| Italia (FIMI)     | Oro           | 25 000^             |

Nota: ^ Cifras de ventas basadas únicamente en la certificación